# Culturescapes
Culturescapes (Eigenschreibweise: CULTURESCAPES) ist ein spartenübergreifendes, alle zwei Jahre in Basel stattfindendes Kulturfestival, bei dem jeweils die Kulturlandschaft eines anderen Landes oder einer Region vorgestellt wird. Im Jahr 2002 gegründet, wurden zunächst vor allem osteuropäische Länder vorgestellt. Mit Ausgaben, die der Türkei, Aserbaidschan, der Volksrepublik China und Israel gewidmet waren, wurden in den letzten Jahren Schritte darüber hinaus gemacht. Mit Moskau 2012 stellte Culturescapes zum ersten Mal die kulturelle Topografie einer Stadt in den Fokus des Festivals. Die Ausgabe Balkan 2013 beleuchtete nicht nur ein Land, sondern eine ganze Kulturregion. 2015 wurde der Inselstaat Island vorgestellt. Gleichzeitig wurde auch verkündet, dass das Festival zukünftig im Biennale-Rhythmus stattfinden wird. Die folgenden Ausgaben fanden 2017 mit dem Fokus auf Griechenland und 2019 mit dem Fokus auf Polen statt.
2021 eröffnete Culturescapes eine neue Festivalreihe, die kritischen Zonen gewidmet ist, welche über die Grenzen von Nationalstaaten hinausgehen. Im Jahr 2021 widmete sich das Festival der Region Amazonas, und für die Ausgabe 2023 wurde die Sahara ausgewählt. Im Jahr 2025 wird zum zweiten Mal die afrikanische Wüste und ihre Umgebung im Mittelpunkt des Festivals stehen.
Das Festival kooperiert mit bestehenden Kulturinstitutionen wie der Kaserne Basel oder dem Schauspielhaus Zürich, aber auch mit den offiziellen Vertretern sowohl der Schweiz, z. B. der DEZA, wie auch der jeweiligen Gastländer auf Regierungsniveau. Das Festival ist vielspartig, neben darstellenden Künsten wie Musik, Theater und Tanz werden auch Film, Bildende Kunst, Handwerk, Literatur, oder Neue Medien vorgestellt. In der Sparte Fokus werden in Zusammenarbeit mit Schweizer Bildungsinstitutionen wie der Universität Basel oder der Universität Zürich Gegenwartsthemen, die Populäre Kultur, sowie die Geschichte der jeweiligen Fokusregion thematisiert und diskutiert. Kontroverse Themen werden nicht ausgelassen, sodass es schon mehrfach zu Protesten und Auseinandersetzungen kam als etwa der Armenische Genozid oder Aspekte des Nahostkonfliktes thematisiert wurden oder aserbaidschanische Regimekritiker zu Wort kamen. Gründer und Kurator aller bisherigen Ausgaben ist der niederländische und Schweizer Kulturunternehmer Jurriaan Cooiman.

## Idee und Perspektive
Die Ursprungsidee von Culturescapes war, Transformationsprozessen und deren Ausdruck im zeitgenössischen Kunstschaffen in den damals nahezu unbekannten Ländern des ehemaligen Ostblocks nachzuspüren. Nach und nach löste sich dieser Bezug auf und es geriet Neues in den Fokus: „Kultur-Landschaften“ mit einer langen Tradition künstlerischer Vielfalt deren aktuelle Form durch eine spezielle Konstellation historischer, politischer, sozialer und wirtschaftlicher Spannungsfelder geprägt wird.

## Festivalausgaben
| Ausgabe | Gastland            | KünstlerInnen |
| ------- | ------------------- | --- |
| 2003    | Georgien            | u. a. Gija Kantscheli als Composer in Residence |
| 2004    | Ukraine             | Themen: Tschernobyl; Literatur aus Czernowitz, Musik von Valentin Silvestrov |
| 2005    | Armenien            | u. a. Erste öffentliche Konferenz zur Genozid an den Armeniern |
| 2006    | Estland             | u. a. Estland in Wandel, von Kraahl Theater, Arvo Pärt, Erkki-Sven Tüür, erster Kompositionswettbewerb |
| 2007    | Rumänien            | u. a. Monday theatre mit Peca Stefan, Gianna Carbunariu; Stefan Niculescu, Aurel Stroe, Horatio Radulescu, Ana Blandiana                                                                                     |
| 2008    | Türkei              | u. a. Fazıl Say; Mercan Dede, |
| 2009    | Aserbaidschan       | u. a. Frangiz Ali-Sade, Mustafa-Zadeh, Pantomimetheater Baku, erstes Residenzprogramm für junge Künstler |
| 2010    | Volksrepublik China | u. a. Ko-Produktion mit Wang Jianwei; Jin Xing, Kompositionsauftrag Wang Xi-lin, Oper aus Hangzhou |
| 2011    | Israel              | u. a. Batsheva Dance Company; Kompositionsauftrag an Chaya Czernowin; Ko-Produktionen Ofira Henig, Yasmeen Godder, Daniel Landau                                                                             |
| 2012    | Moskau              | u. a. Dimtri Krymov, Yuri Bashmet, Kooperation mit MUSMA (music masters on air), Kompositionsaufträge an Alexander Raskatov, Alexey Sysoev und Pavel Karmanov, Vladimir Sorokin                              |
| 2013    | Balkan              | u. a. Miljenko Jergović, Dubioza Kolektiv, Oliver Frljic, EnKnapGroup, Rambo Amadeus, Vlatko Stefanovski, Damir Imamović                                                                                     |
| 2014    | Tokio               | u. a. Bunraku, Balthasar Streiff, Toshiki Okada |
| 2015    | Island              | u. a. Jón Gnarr, Ragnar Kjartansson, Ragna Róbertsdóttir, Egill Sæbjörnsson, Andri Snær Magnason, Einar Falur Ingólfsson, Erna Ómarsdóttir, Sóley, ADHD, Skúli Sverrisson, Ólöf Arnalds                      |
| 2017    | Griechenland        | u. a. Dimitris Papaioannou, Rosarte Chor, Rimini Protokoll, Vassilis Varvaresos, Mönchen vom Berg Athos, Milo Rau                                                                                            |
| 2019    | Polen               | u. a. Krzysztof Warlikowski, Marta Górnicka, Paweł Pawlikowski, Olga Tokarczuk, Vladyslav Sendecki, Kinga Głyk                                                                                               |
| 2021    | Amazonas            | u. a. Davi Kopenawa Yanomami, Claudia Andujar, Ernesto Neto, Victor Moriyama, Alessandra Korap Munduruku |
| 2023    | Sahara              | u. a. Va-Bene Elikem Fiatsi, Keziah Jones, Qudus Onikeku, Felwine Sarr & Étienne Minoungou, Kader Tarhanine, Lionel Loueke, Temitayo Ogunbiyi, Nadia Beugré, Radouan Mriziga, Bouchra Ouizguen, Ami Yarewolo |

## Spielstätten (Auswahl)
- Aarau: Theater Tuchlaube
- Baden: Kurtheater
- Basel und Region: Atelier Mondial, Basler Marionettentheater, Basler Münster, Cartoonmuseum, Fondation Beyeler, Goetheanum, Gare du Nord, Haus für elektronische Künste, Kaserne, Kultkino Atelier, Kloster Schönthal (Langenbruck), Kunsthaus Baselland, Literaturhaus, Literaturfestival BuchBasel, Museum Tinguely, Museum der Kulturen, neues Kino, Neues Theater (Dornach), Offene Kirche Elisabethen, oslo 8, Philosophicum, RappazMuseum, SUD, Stadtkino, Theater Basel, Theater Roxy Birsfelden, the bird's eye jazz club, Universität Basel, Verein flatterschafft, Villa Incognito
- Bellinzona: Teatro Sociale, Sconfinare Festival.
- Bern: bee-flat im PROGR, Dampfzentrale, Kino Kunstmuseum, Kornhausforum, ONO, Punto Buchowski, Zentrum Paul Klee
- Chur: Theater
- Genf: BFM, Cinelux, Théatre du Grütli
- Lausanne: Les docks, Théâtre Vidy-Lausanne
- Lörrach: Burghof
- Luzern: Luzerner Theater, Südpol, Kultur- und Kongresszentrum Luzern. KleinTheater
- Olten: Tanz in Olten
- St. Gallen: Lokremise
- Scuol: Fondation NAIRS
- Solothurn: Schloss Waldegg
- Thun: Im Rathaus um 4
- Winterthur: Fotomuseum Winterthur, Coalmine, Marionettentheater im Waaghaus
- Zürich und Region: Schauspielhaus, Helmhaus, Kosmos, Karl der Grosse, Kino Riffraff, Literaturhaus, Theaterhaus Gessnerallee, Universität Zürich.[26]

## Rückspiele
Angefangen mit der Ausgabe Aserbaidschan kam es immer mehr auch zu Rückspielen in dem Schweizer Künstler in dem jeweiligen Fokusland auftraten. So gastierte die Basel Sinfonietta 2009 in Baku, 2011 kam es zu einer „Swiss Season“ in Israel und 2012 gastierte das Symphonieorchester Basel in Moskau und St. Petersburg. Unter dem Namen „Swiss Culturescapes“ wurde im Jahr 2013 aktuelles Schweizer Kunstschaffen in den acht Ländern des Westbalkans gezeigt. Unter anderem die Knabenkantorei Basel, der Musiker Nik Bärtsch mit seinem Projekt „Ronin“ oder auch „Imitation of life“ von Boris Nikitin. Christoph Marthalers „King Size“ wurde mit grosser Begeisterung im International Theatre Festival, Sarajevo (MESS) sowie beim World Theatre Festival in Zagreb aufgenommen.

## Resonanz und Kritik
Bei der Ausgabe Armenien kam es zu verschiedene Auseinandersetzungen bis auf höchste politische Ebene wegen Thematisierung des Armenischen Genozids. Auch weitere Ausgaben waren kontrovers wegen einzelner Themen das Gastland betreffend: so bei der Ausgabe Türkei kritische Artikel in der Festivalzeitung, sowie den Spielfilm „Gitmek“, bei dem Festival zu Aserbaidschan die Rede- und Pressefreiheit und bei Israel, wie erwartet werden konnte, die Palästinenser-Frage, etliche Akteure in der Schweiz warben für einen kompletten Kulturboykott Israel gegenüber.

## Trägerschaft und Patronat
Culturescapes wurde in den Anfangsjahren als Label des Vereins PASS (Performing Art ServiceS, Basel) betrieben, firmiert aber seit 2009 als selbständige Stiftung Culturescapes. Präsident ist Pius Knüsel, Direktor Jurriaan Cooiman. Die Schirmherrschaft übernahmen öfters die Staatspräsidenten der jeweiligen Gastländer zusammen mit einem Schweizer Bundesrat. 2008 Abdullah Gül, Türkischer Staatspräsident und Pascal Couchepin, 2010 Hu Jintao Staatspräsident der Volksrepublik China und Doris Leuthard, 2011 Micheline Calmy-Rey. Die Komponistin Sofia Gubaidulina, der Philosoph Hans Saner (1934–2017) sowie der Basler Regierungsrat Guy Morin und der Schriftsteller Iso Camartin gehören bzw. gehörten ebenfalls zum Patronat.